# Barrio Rincón de Emilio
El Barrio Rincón de Emilio es un barrio de la ciudad de Neuquén, Argentina. Cuenta con una superficie de 133 hectáreas y con una población de 2.023 habitantes (censo del 2010).
El barrio nació el 29 de julio de 1988 a través de un plan de viviendas que se hizo junto a dos cooperativas que montaron las primeras 100 viviendas. El nombre de este barrio fue escogido a un antiguo poblador que criaba chivas en una de las zonas que hoy forma parte de este barrio.
Rincón de Emilio cuenta con dos zonas diferentes: un sector abierto en el norte y un barrio cerrado en el sur, llamado El Rincón Club de Campo.

## Problemas y polémicas
Antiguamente había en la zona muchas plagas y alimañas tales como alacranes y lauchas entre otros, pero hoy en día ya no están muy presentes.
En 2016, el municipio tuvo que romper 500 metros lineales de cordón cuneta en el barrio Rincón de Emilio, que habían sido puestos ese mismo año, porque presentaba un desfase en la altura que tenían los cordones en ambos lados de cada calle, y esto ocasionaba problemas con el drenaje del agua de lluvia. La obra se había iniciado en 2016, durante la gestión de Horacio "Pechi" Quiroga, y costó 6.000.000 de pesos.
El 20 de mayo de 2020, dos hombres arrojaron una bomba molotov a una camioneta de un empleado de PECOM (empresa petrolera del Grupo Perez Companc) que reside en Rincón de Emilio. Este ataque fue en respuesta a una serie de despidos de la empresa petrolera. Rápidamente se llamó a los bomberos y los vecinos ayudaron también a apagar el incendio. No hubo heridos.
Este barrio, junto con el barrio Rincón Club de Campo, siendo los barrios sobre la vera del río Neuquén que se encuentran más próximos al tercer puente, suelen tener problemas con las napas, que pueden subir hasta inundar calles y jardines.
Existe un conflicto actualmente con la pista de motocross ubicada en el barrio, en el Parque Bardas Norte. Los vecinos rechazan el proyecto de ordenanza que pretende autorizar por 10 años más el circuito en Parque Bardas Norte. Los mismos piden la relocalización de la pista debido a que no respeta la fauna y la flora autóctona de las bardas y es una actividad incompatible con el ambiente, el parque y el barrio. El proyecto de relocalización es apoyado por la UNCo y ambientalistas.